# Blepharita miniota
Blepharita miniota är en fjärilsart som beskrevs av Smith 1908. Blepharita miniota ingår i släktet Blepharita och familjen nattflyn. Inga underarter finns listade i Catalogue of Life.